# Ridículos Chile
Ridículos Chile é um programa de televisão chileno transmitido pelo Canal 13 de 6 de fevereiro a 25 de dezembro de 2015. O programa exibe vídeos com situações engraçadas e tombos. É a versão local do programa americano Ridiculousness, que é transmitido pela MTV desde 2011. É apresentado por Eduardo Fuentes na companhia de Alvaro Reyes e María Paz Jorquiera.

## Primeira Temporada
Convidados:
- Episódio 1 6 de Fevereiro: Paul Vásquez e Eliana Hernandez [2]
- Episódio 2 13 de Fevereiro: Willy Sabor, Martín Cárcamo e Tonka Tomicic
- Episódio 3 19 de Fevereiro: Fernando Godoy e Lucila Vit
- Episódio 4 27 de Fevereiro: Los Atletas de la Risa
- Episódio 5 6 de Março: Leo Rey, María Eugenia Larraín e Diana Bolocco
- Episódio 6 13 de Março: El lagarto Murdock e Antonella Ríos
- Episódio 7 20 de Março: Arturo Longton, Miguel Piñera e Safka Pissani
- Episódio 8 27 de Março: Guru Guru e Dominique Gallego
- Episódio 9 10 de abril:
- Episódio 10 17 de abril:
- Episódio 11 24 de abril:
- Episódio 12 1 de Maio: Marlen Olivari e Chico Perez
- Episódio 13 8 de Maio:
- Episódio 14 15 de Maio:
- Episódio 15 22 de Maio:
- Episódio 16 29 de Maio:
- Episódio 17 5 de Junho: Luly

## Segunda Temporada
Convidados:
- Episódio 1 9 de Outubro: Sergio Freire e Rodrigo Salinas
- Episódio 2 16 de Outubro: Bombo Fica e Jhendelyn Núñez
- Episódio 3 23 de Outubro: Yann Yvin e Lucila Vit
- Episódio 4 30 de Outubro: Karol "Dance" Lucero, Javiera Contador e Adrián
- Episódio 5 6 de novembro: Macarena Venegas e Ariel Levy
- Episódio 6 14 de novembro: Sergio Panqueque Domínguez, Sergio Lagos e Paty López
- Episódio 7 20 de novembro: Sergio Panqueque Domínguez e Francisco "Panchito" Saavedra
- Episódio 8 4 de Dezembro: Claudio Castellón e El Nacho & la Sofi (Las Aventuras de Sofía)
- Episódio 9 11 de Dezembro: Pamela Díaz e Jean Philippe Cretton
- Episódio 10 18 de Dezembro:

## Ligações Externas
- Ridiculos Chile Site oficial em 13.cl em Espanhol